# 新勝川駅
新勝川駅（しんかちがわえき）は、かつて愛知県東春日井郡勝川町柏井（現・春日井市）に存在した名古屋鉄道（名鉄）勝川線の駅（廃駅）である。勝川線の終着駅であった。

## 歴史
- 1931年（昭和6年）
  - 2月11日 : 名岐鉄道城北線味鋺駅 - 当駅間開業により設置。
  - 4月29日 : 路線名改編により勝川線の駅となる。
- 1935年（昭和10年）8月1日 : 合併により名古屋鉄道の駅となる。
- 1936年（昭和11年）4月8日 : 勝川線が休止となる。
- 1937年（昭和12年）2月1日 : 勝川線の廃止により廃駅となる。

## 駅跡地
1975年（昭和50年）頃までプラットホームが残っていたが、区画整理の影響で駅の痕跡は残っていない。駅の跡地は国道19号（春日井バイパス）と愛知県道62号春日井稲沢線との交差点（大和通2丁目）付近であり、JR中央本線 勝川駅からは北西約500mの位置である。

## 隣の駅
名古屋鉄道
勝川線 
勝川口駅 - 新勝川駅